# 마르티니크 축구 국가대표팀
마르티니크 축구 국가대표팀은 프랑스의 해외 영토중 하나인 마르티니크의 축구팀으로 프랑스 축구 협회의 지부 중 하나인 마르티니크 축구 리그에서 관리한다. 프랑스 축구 협회의 일부분이므로 FIFA 주관 대회에는 참가하지 않으나 북중미카리브 축구 연맹이 주관하는 대회들에는 참가 가능하며 1931년 2월 11일 바베이도스와의 친선 경기에서 국제 경기 데뷔전을 치렀다.

## 국제 대회 경력

### CONCACAF 골드컵
골드컵 본선에는 2023년 대회를 비롯해 8번 출전했고 이 가운데 2002년 대회에서 8강 진출의 돌풍을 일으키면서 마르티니크 축구 역사상 골드컵 역대 최고 성적을 남겼다.

### CONCACAF 네이션스리그

#### 2019-20년 리그 A
2019-20년 CONCACAF 네이션스리그 예선 3위로 리그 A에 편입된 마르티니크는 온두라스, 트리니다드토바고와 함께 C조에 배정되어 3무 1패·조 2위로 통산 7번째이자 3회 연속 골드컵 본선 진출을 확정지었다.

#### 2022-23년 리그 A
2022-23 시즌 리그 A B조에서 파나마, 코스타리카와 4번의 대결을 펼쳐 1무 3패·조 최하위에도 리그 A 잔류에는 성공했지만 대신 2023년 CONCACAF 골드컵 예선으로 밀려났다.

#### 2023-24년 리그 A
2023-24 시즌 리그 A에서 파나마, 트리니다드 토바고, 엘살바도르, 과테말라, 퀴라소와 A조에 편성되었으나 4경기 2승 1무 1패·조 3위에 머무르며 8강 진출권을 파나마와 트리니다드 토바고에 넘겨주었다.

### 카리브컵
카리브컵에는 14번 출전해서 1993년 대회에서 우승을 차지했고 이듬해인 1994년 대회에서는 준우승을 차지했으며 4강에도 5번 올랐다. 그리고 1990년 대회에서도 결승에 진출했지만 대회 도중 일어난 쿠데타 시도와 설상가상으로 허리케인 '아서'까지 겹치면서 대회 일정을 모두 소화하지 못한 채 귀국해야만 했다.

## 기타 국제 대회 경력
카리브 축구 선수권 대회에는 3번 참가하여 2번의 대회(1983년, 1985년)에서 우승컵을 들어올렸고 1988년 대회에서는 준우승을 차지했으며 2010년 루트르메컵에서도 정상에 올랐다.

## CONCACAF 골드컵(본선)
| 북중미 골드컵 본선 기록 | 북중미 골드컵 본선 기록            | 북중미 골드컵 본선 기록            | 북중미 골드컵 본선 기록            | 북중미 골드컵 본선 기록            | 북중미 골드컵 본선 기록            | 북중미 골드컵 본선 기록            | 북중미 골드컵 본선 기록            | 북중미 골드컵 본선 기록            | 북중미 골드컵 본선 기록            |
| 년도                    | 결과                               | 순위                               | 경기                               | 승                                 | 무*                                | 패                                 | 득점                               | 실점                               | 승점                               |
| ----------------------- | ---------------------------------- | ---------------------------------- | ---------------------------------- | ---------------------------------- | ---------------------------------- | ---------------------------------- | ---------------------------------- | ---------------------------------- | ---------------------------------- |
| 1963년                  | 비회원국                           | 비회원국                           | 비회원국                           | 비회원국                           | 비회원국                           | 비회원국                           | 비회원국                           | 비회원국                           | 비회원국                           |
| 1965년                  | 비회원국                           | 비회원국                           | 비회원국                           | 비회원국                           | 비회원국                           | 비회원국                           | 비회원국                           | 비회원국                           | 비회원국                           |
| 1967년                  | 비회원국                           | 비회원국                           | 비회원국                           | 비회원국                           | 비회원국                           | 비회원국                           | 비회원국                           | 비회원국                           | 비회원국                           |
| 1969년                  | 비회원국                           | 비회원국                           | 비회원국                           | 비회원국                           | 비회원국                           | 비회원국                           | 비회원국                           | 비회원국                           | 비회원국                           |
| 1971년                  | 비회원국                           | 비회원국                           | 비회원국                           | 비회원국                           | 비회원국                           | 비회원국                           | 비회원국                           | 비회원국                           | 비회원국                           |
| 1973년                  | 비회원국                           | 비회원국                           | 비회원국                           | 비회원국                           | 비회원국                           | 비회원국                           | 비회원국                           | 비회원국                           | 비회원국                           |
| 1977년                  | 비회원국                           | 비회원국                           | 비회원국                           | 비회원국                           | 비회원국                           | 비회원국                           | 비회원국                           | 비회원국                           | 비회원국                           |
| 1981년                  | 비회원국                           | 비회원국                           | 비회원국                           | 비회원국                           | 비회원국                           | 비회원국                           | 비회원국                           | 비회원국                           | 비회원국                           |
| 1985년                  | 비회원국                           | 비회원국                           | 비회원국                           | 비회원국                           | 비회원국                           | 비회원국                           | 비회원국                           | 비회원국                           | 비회원국                           |
| 1989년                  | 비회원국                           | 비회원국                           | 비회원국                           | 비회원국                           | 비회원국                           | 비회원국                           | 비회원국                           | 비회원국                           | 비회원국                           |
| 1991년                  | 예선 탈락                          | 예선 탈락                          | 예선 탈락                          | 예선 탈락                          | 예선 탈락                          | 예선 탈락                          | 예선 탈락                          | 예선 탈락                          | 예선 탈락                          |
| 1993년                  | 조별리그                           | 8위                                | 3                                  | 0                                  | 1                                  | 2                                  | 3                                  | 14                                 | 1                                  |
| 1996년                  | 예선 탈락                          | 예선 탈락                          | 예선 탈락                          | 예선 탈락                          | 예선 탈락                          | 예선 탈락                          | 예선 탈락                          | 예선 탈락                          | 예선 탈락                          |
| 1998년                  | 예선 탈락                          | 예선 탈락                          | 예선 탈락                          | 예선 탈락                          | 예선 탈락                          | 예선 탈락                          | 예선 탈락                          | 예선 탈락                          | 예선 탈락                          |
| 2000년                  | 예선 탈락                          | 예선 탈락                          | 예선 탈락                          | 예선 탈락                          | 예선 탈락                          | 예선 탈락                          | 예선 탈락                          | 예선 탈락                          | 예선 탈락                          |
| 2002년                  | 8강                                | 6위                                | 3                                  | 1                                  | 1                                  | 1                                  | 2                                  | 3                                  | 4                                  |
| 2003년                  | 조별리그                           | 12위                               | 2                                  | 0                                  | 0                                  | 2                                  | 0                                  | 3                                  | 0                                  |
| 2005년                  | 예선 탈락                          | 예선 탈락                          | 예선 탈락                          | 예선 탈락                          | 예선 탈락                          | 예선 탈락                          | 예선 탈락                          | 예선 탈락                          | 예선 탈락                          |
| 2007년                  | 예선 탈락                          | 예선 탈락                          | 예선 탈락                          | 예선 탈락                          | 예선 탈락                          | 예선 탈락                          | 예선 탈락                          | 예선 탈락                          | 예선 탈락                          |
| 2009년                  | 예선 탈락                          | 예선 탈락                          | 예선 탈락                          | 예선 탈락                          | 예선 탈락                          | 예선 탈락                          | 예선 탈락                          | 예선 탈락                          | 예선 탈락                          |
| 2011년                  | 예선 탈락                          | 예선 탈락                          | 예선 탈락                          | 예선 탈락                          | 예선 탈락                          | 예선 탈락                          | 예선 탈락                          | 예선 탈락                          | 예선 탈락                          |
| 2013년                  | 조별리그                           | 10위                               | 3                                  | 1                                  | 0                                  | 2                                  | 2                                  | 4                                  | 3                                  |
| 2015년                  | 예선 탈락                          | 예선 탈락                          | 예선 탈락                          | 예선 탈락                          | 예선 탈락                          | 예선 탈락                          | 예선 탈락                          | 예선 탈락                          | 예선 탈락                          |
| 2019년                  | 조별리그                           | 12위                               | 3                                  | 1                                  | 0                                  | 2                                  | 5                                  | 7                                  | 3                                  |
| 2021년                  | ?                                  | ?위                                | ?                                  | ?                                  | ?                                  | ?                                  | ?                                  | ?                                  | ?                                  |
| 합계                    | 6회 진출(6/15)                     | 8강(1회)                           | 17                                 | 6                                  | 3                                  | 11                                 | 16                                 | 37                                 | 14                                 |
| 순위                    | CONCACAF 북중미 골드컵 순위 : 17위 | CONCACAF 북중미 골드컵 순위 : 17위 | CONCACAF 북중미 골드컵 순위 : 17위 | CONCACAF 북중미 골드컵 순위 : 17위 | CONCACAF 북중미 골드컵 순위 : 17위 | CONCACAF 북중미 골드컵 순위 : 17위 | CONCACAF 북중미 골드컵 순위 : 17위 | CONCACAF 북중미 골드컵 순위 : 17위 | CONCACAF 북중미 골드컵 순위 : 17위 |

### CONCACAF 골드컵(예선)
| 북중미 골드컵 예선 기록 | 북중미 골드컵 예선 기록 | 북중미 골드컵 예선 기록 | 북중미 골드컵 예선 기록 | 북중미 골드컵 예선 기록 | 북중미 골드컵 예선 기록 | 북중미 골드컵 예선 기록 | 북중미 골드컵 예선 기록 |
| 년도                    | 경기                    | 승                      | 무*                     | 패                      | 득점                    | 실점                    | 승점                    |
| ----------------------- | ----------------------- | ----------------------- | ----------------------- | ----------------------- | ----------------------- | ----------------------- | ----------------------- |
| 1963년                  | 불참                    | 불참                    | 불참                    | 불참                    | 불참                    | 불참                    | 불참                    |
| 1965년                  | 불참                    | 불참                    | 불참                    | 불참                    | 불참                    | 불참                    | 불참                    |
| 1967년                  | 불참                    | 불참                    | 불참                    | 불참                    | 불참                    | 불참                    | 불참                    |
| 1969년                  | 불참                    | 불참                    | 불참                    | 불참                    | 불참                    | 불참                    | 불참                    |
| 1971년                  | 불참                    | 불참                    | 불참                    | 불참                    | 불참                    | 불참                    | 불참                    |
| 1973년                  | 불참                    | 불참                    | 불참                    | 불참                    | 불참                    | 불참                    | 불참                    |
| 1977년                  | 불참                    | 불참                    | 불참                    | 불참                    | 불참                    | 불참                    | 불참                    |
| 1981년                  | 불참                    | 불참                    | 불참                    | 불참                    | 불참                    | 불참                    | 불참                    |
| 1985년                  | 불참                    | 불참                    | 불참                    | 불참                    | 불참                    | 불참                    | 불참                    |
| 1989년                  | 불참                    | 불참                    | 불참                    | 불참                    | 불참                    | 불참                    | 불참                    |
| 1991년                  | 5                       | 2                       | 1                       | 2                       | 8                       | 5                       | 7                       |
| 1993년                  | 7                       | 5                       | 2                       | 0                       | 14                      | 5                       | 17                      |
| 1996년                  | 3                       | 1                       | 1                       | 1                       | 5                       | 4                       | 4                       |
| 1998년                  | 6                       | 5                       | 0                       | 1                       | 19                      | 5                       | 15                      |
| 2000년                  | 6                       | 3                       | 0                       | 3                       | 14                      | 14                      | 9                       |
| 2002년                  | 8                       | 5                       | 1                       | 2                       | 16                      | 9                       | 16                      |
| 2003년                  | 8                       | 4                       | 1                       | 3                       | 21                      | 16                      | 13                      |
| 2005년                  | 5                       | 1                       | 2                       | 2                       | 5                       | 5                       | 5                       |
| 2007년                  | 9                       | 5                       | 1                       | 3                       | 7                       | 12                      | 16                      |
| 2009년                  | 5                       | 3                       | 1                       | 1                       | 10                      | 6                       | 10                      |
| 2011년                  | 3                       | 0                       | 1                       | 2                       | 1                       | 3                       | 1                       |
| 2013년                  | 11                      | 5                       | 5                       | 1                       | 34                      | 10                      | 20                      |
| 2015년                  | 9                       | 5                       | 3                       | 1                       | 19                      | 11                      | 18                      |
| 2017년                  | 8                       | 5                       | 1                       | 2                       | 18                      | 5                       | 16                      |
| 2019년                  | 4                       | 4                       | 0                       | 0                       | 10                      | 2                       | 12                      |
| 2021년                  | 4                       | 0                       | 3                       | 1                       | 4                       | 5                       | 3                       |
| 합계                    | 101                     | 53                      | 23                      | 25                      | 205                     | 117                     | 182                     |

## 카리브컵
| 카리브컵 기록 | 카리브컵 기록    | 카리브컵 기록 | 카리브컵 기록 | 카리브컵 기록 | 카리브컵 기록 | 카리브컵 기록 | 카리브컵 기록 | 카리브컵 기록 | 카리브컵 기록 |
| 년도          | 결과             | 순위          | 경기          | 승            | 무*           | 패            | 득점          | 실점          | 승점          |
| ------------- | ---------------- | ------------- | ------------- | ------------- | ------------- | ------------- | ------------- | ------------- | ------------- |
| 1989년        | 예선 탈락        | 예선 탈락     | 예선 탈락     | 예선 탈락     | 예선 탈락     | 예선 탈락     | 예선 탈락     | 예선 탈락     | 예선 탈락     |
| 1990년        | 결승진출         |               | 2             | 1             | 1             | 0             | 4             | 2             | 4             |
| 1991년        | 조별리그         | 5위           | 3             | 1             | 1             | 1             | 4             | 2             | 4             |
| 1992년        | 4강              | 3위           | 5             | 2             | 1             | 2             | 10            | 6             | 7             |
| 1993년        | 우승             | 1위           | 5             | 3             | 2             | 0             | 8             | 3             | 11            |
| 1994년        | 준우승           | 2위           | 5             | 3             | 1             | 1             | 12            | 10            | 10            |
| 1995년        | 예선 탈락        | 예선 탈락     | 예선 탈락     | 예선 탈락     | 예선 탈락     | 예선 탈락     | 예선 탈락     | 예선 탈락     | 예선 탈락     |
| 1996년        | 4강              | 3위           | 5             | 2             | 1             | 2             | 6             | 4             | 7             |
| 1997년        | 조별리그         | 5위           | 2             | 1             | 0             | 1             | 2             | 3             | 3             |
| 1998년        | 조별리그         | 6위           | 3             | 1             | 0             | 2             | 7             | 8             | 3             |
| 1999년        | 예선 탈락        | 예선 탈락     | 예선 탈락     | 예선 탈락     | 예선 탈락     | 예선 탈락     | 예선 탈락     | 예선 탈락     | 예선 탈락     |
| 2001년        | 4강              | 3위           | 5             | 3             | 0             | 2             | 6             | 8             | 9             |
| 2005년        | 예선 탈락        | 예선 탈락     | 예선 탈락     | 예선 탈락     | 예선 탈락     | 예선 탈락     | 예선 탈락     | 예선 탈락     | 예선 탈락     |
| 2007년        | 조별리그         | 6위           | 3             | 1             | 0             | 2             | 4             | 8             | 3             |
| 2008년        | 예선 탈락        | 예선 탈락     | 예선 탈락     | 예선 탈락     | 예선 탈락     | 예선 탈락     | 예선 탈락     | 예선 탈락     | 예선 탈락     |
| 2010년        | 조별리그         | 7위           | 3             | 0             | 1             | 2             | 1             | 3             | 1             |
| 2012년        | 4강              | 4위           | 5             | 2             | 2             | 1             | 5             | 3             | 8             |
| 2014년        | 조별리그         | 6위           | 3             | 1             | 1             | 1             | 3             | 4             | 4             |
| 2017년        | 4강              | 4위           | 2             | 0             | 0             | 2             | 1             | 3             | 0             |
| 합계          | 14회 진출(14/19) | 우승(1회)     | 51            | 21            | 11            | 19            | 73            | 67            | 74            |

## 주요 선수
- 조르디 셀렝
- 세바스티앙 크레노아
- 다니엘 에렐르
- 스테판 아볼
- 크리스토프 주공
- 카를 비툴랭